# Persepolia servadeina
Persepolia servadeina är en insektsart som beskrevs av Dlabola 1982. Persepolia servadeina ingår i släktet Persepolia och familjen Flatidae. Inga underarter finns listade i Catalogue of Life.